# Річка Сейм
Річка Сейм — пасажирський залізничний зупинний пункт Конотопської дирекції Південно-Західної залізниці на двоколійній електрифікованій лінії Зернове — Конотоп між станціями Вирівка (9 км) та Мельня (5 км). Розташований біля села Лисогубівка Конотопського району Сумської області.

## Пасажирське сполучення
На зупинному пункті Річка Сейм зупиняються приміські електропоїзди Конотоп — Терещенська. Рух приміських поїздів до станції Хутір-Михайлівський тимчасово припинений.